# District de Minamimuro
Le district de Minamimuro (南牟婁郡, Minamimuro-gun) est un district de la préfecture de Mie au Japon, doté d'une superficie de 167,94 km2.

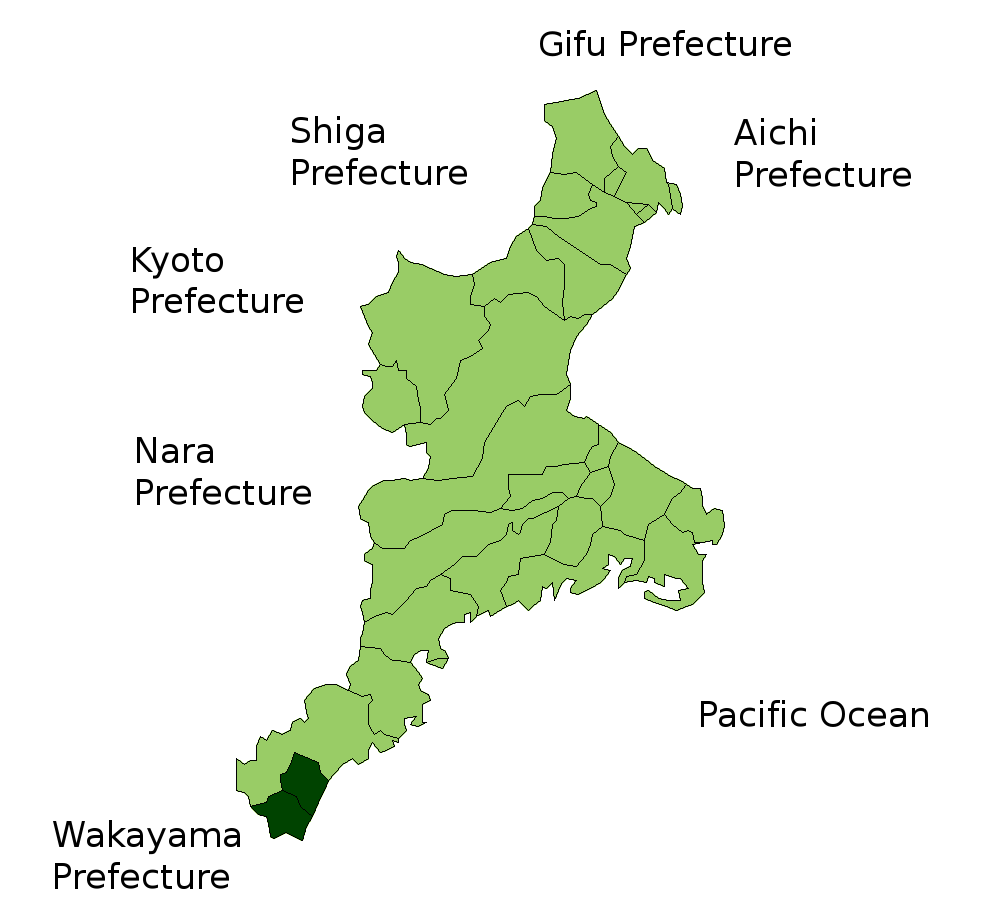
Localisation du district de Minamimuro dans la préfecture de Mie.

## Municipalités
- Kihō
- Mihama